# نختنبو الثاني
نختنبو الثاني ويُعرف أيضاً باسم نقطانب الثاني (الاسم باللغة المصرية نخت حورب أو نخت حر حب يعني «قويٌ هو حورس حبيت»)، حكم بين أعوام 360-342 قبل الميلاد كان الملك الثالث والأخير في الأسرة المصرية الثلاثين بالإضافة إلى كونه آخر حاكم لمصر القديمة من السكان الأصليين.
تحت حكم نختنبو الثاني، ازدهرت مصر. خلال فترة حكمه، طور الفنانون المصريون أسلوبًا فنيا ترك علامة مميزة على نقوش المملكة البطلمية. مثل سلفه غير المباشر نختنبو الأول، أظهر نختنبو الثاني حماسًا للعديد من طوائف الآلهة في الديانة المصرية القديمة، ويشهد على ذلك الاهتمام أكثر من مائة موقع بناء في مصر. وقد أجرى أعمال إنشاء وترميم أكثر من نختنبو الأول، ومن أهمها معبد إيزيس الضخم.
لعدة سنوات، نجح نختنبو الثاني في صد محاولات الغزو من قبل الإمبراطورية الأخمينية. ومع ذلك، لعدة أسباب منها تعرضه للخيانة من قبل خادمه السابق منطور الرودسي، هُزم نختنبو الثاني في نهاية المطاف من قبل القوات الفارسية واليونانية في معركة بيلوسيوم (343 قبل الميلاد). احتل الفرس منف ثم استولوا على بقية مصر، وضموا البلاد إلى الإمبراطورية الأخمينية تحت قيادة أردشير الثالث. هرب نختنبو جنوبًا وحافظ على سلطته لبعض الوقت. مصيره اللاحق غير معروف.

## التصوير

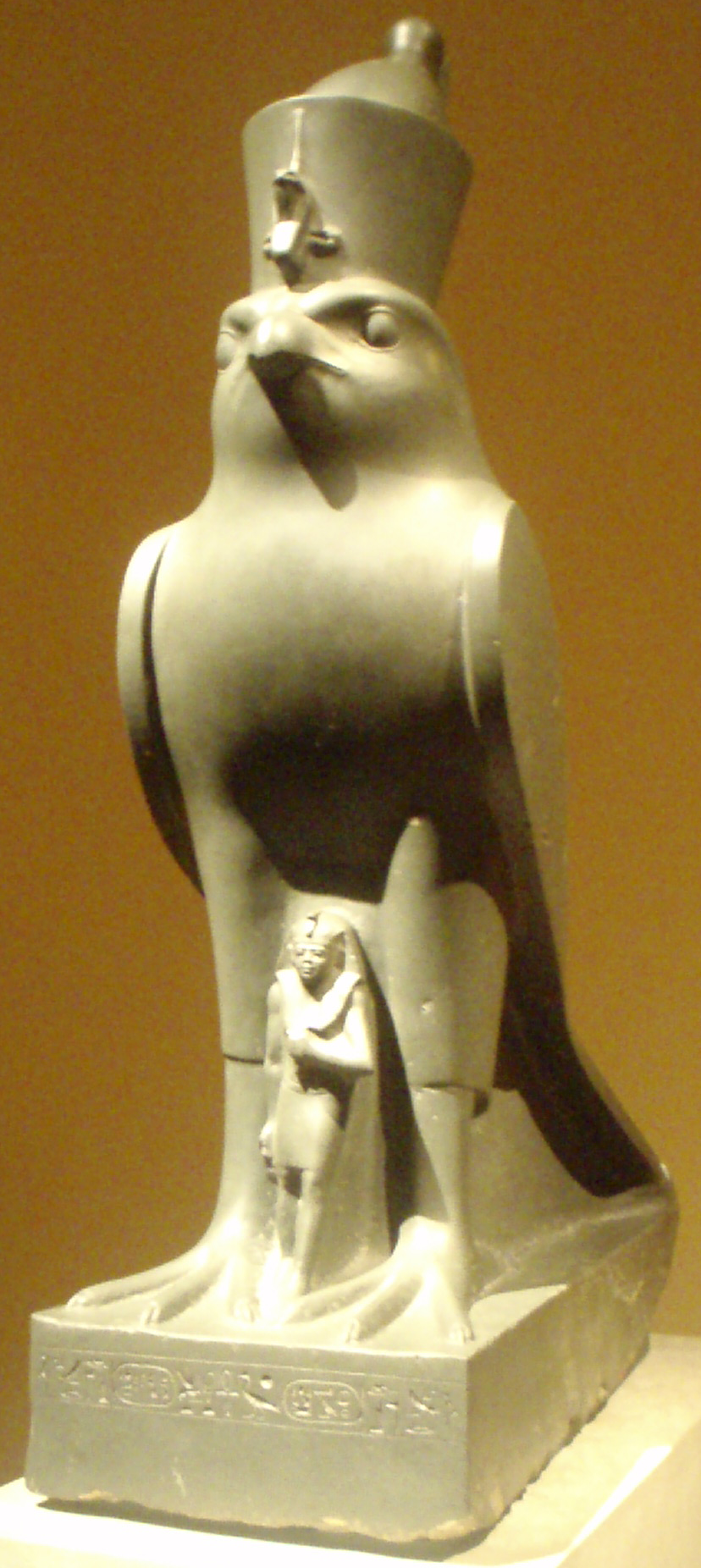
تمثال جرواق لنختنبو الثاني.

باستثناء تمثال الجرواق صغير الحجم في متحف المتروبوليتان للفنون، والذي يظهر فيه نختنبو الثاني واقفا أمام صورة حورس، لا توجد تصويرات أخرى مشروحة لنختنبو الثاني. ذراعه اليسرى مع السيف تمثل كلمة نخت، ويمثل الصقر حورس، في حين أن الهيروغليفي في اليد اليمنى يمثل كلمة حب (الاسم الكامل: نخت حر حب). تشمل تصويرات أخرى منسوبة إلى نختنبو رأس من الكوارتزيت في متحف جامعة بنسلفانيا للآثار والأنثروبولوجيا، رأس من البازلت في الإسكندرية، رأس جرانيتية حصل عليها متحف الفنون الجميلة في بوسطن ورأس آخر من الكوارتز ولكن متضرر.

## الصعود إلى السلطة

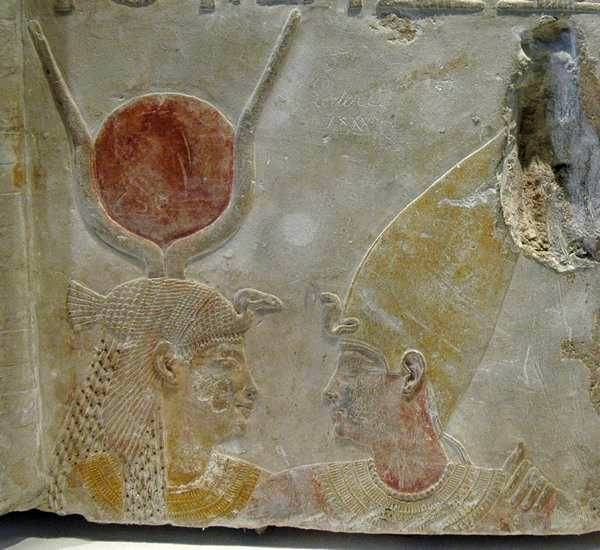
إيزيس ونختنبو الثاني

في عام 525 قبل الميلاد، احتلت الإمبراطورية الأخمينية مصر. بسبب الصراعات الداخلية من أجل عرش الإمبراطورية الفارسية، تمكنت مصر من استعادة استقلالها عام 404 قبل الميلاد. في عام 389 قبل الميلاد، تفاوض الملك هاكور على معاهدة مع أثينا ولمدة ثلاث سنوات (من 385 إلى 383 قبل الميلاد) تمكن من الصمود في وجه العدوان الفارسي. ومع ذلك، بعد اختتام سلام أنتاليداس في عام 387 قبل الميلاد بين الأخمينيين والبوليسات اليونانية، أصبحت مصر وقبرص العوائق الوحيدة أمام الهيمنة الفارسية في البحر الأبيض المتوسط.
في بداية عام 360 قبل الميلاد، بدأ سلف نختنبو، وهو تيوس، الاستعدادات للحرب ضد المعتدين. في العام نفسه، انطلق الجيش المصري، وسافر على طول الساحل برا وبحرا. رافق نختنبو الثاني عمه تيوس في تلك الحملة وكان مسؤولاً عن الماشيموي.
في محاولة لجمع الأموال للحرب بسرعة، فرض تيوس ضرائب على المصريين واستولى على ممتلكات المعبد. استاء المصريون، ولا سيما الكهنة، من هذه الإجراءات لكنهم دعموا نختنبو الثاني. طلب تيوس من القائد العسكري الاسبرطي أجيسيلاوس الثاني والجنرال الأثيني شابرياس دعمه. لكن أجيسيلاوس قال إنه تم إرساله لمساعدة مصر وليس لشن حرب عليها. وكذلك عاد شابرياس إلى بلاده مع المرتزقة. قرر تيوس الفرار إلى الأخمينيين، حيث توفي في النهاية وفاة طبيعية.
حارب نختنبو شخصا آخر غير معروف الاسم من مدينة مندس على العرش، والذي كان قد بدأ ثورة وأعلن نفسه فرعونًا. ربما كان هذا الشخص أحد أحفاد نفريتس الأول، والذي كانت قد حكمت عائلته المدينة من قبل. أرسل قائد الثورة رسلًا إلى أجيسيلاوس في محاولة لإقناعه بأن يكون إلى جانبه. ظل أجيسيلاوس مخلصًا لنختنبو. في إحدى البلدات في دلتا النيل، حاصرت قوات نختنبو وأجيسيلوس قائد الثورة، الذي كسب الكثير من المتعاطفين. على الرغم من التفوق العددي للعدو، فقد انتصر نختنبو وأجيسيلوس وتم إخماد الثورة في خريف 360 قبل الميلاد  اعترافًا بفضل أجيسيلوس، أرسل له نختنبو 220 طالنط من الذهب.

## الحكم

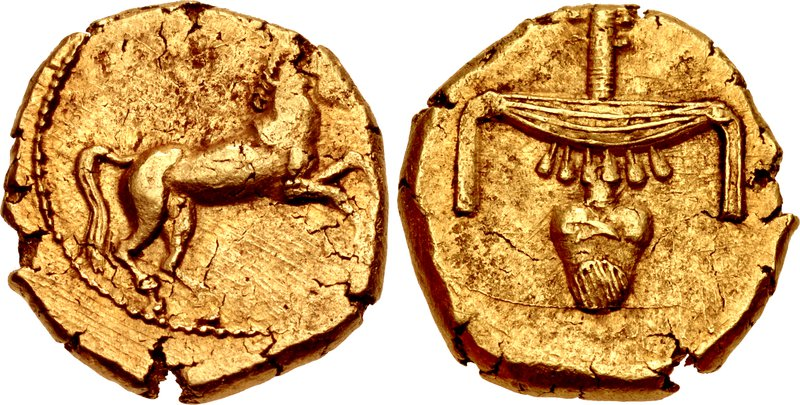
قطعة نقود ذهبية مصرية من عهد نختنبو الثاني. يتكون التصميم الموجود على الجانب الخلفي من الرموز الهيروغليفية المصرية التي تعني «ذهب جيد»: قلادة صدرية (نوب= «ذهب») تعبر أفقياً فوق القصبة الهوائية والقلب (نفر= «جيد»).

لعب الدين دورًا مهمًا في السياسة الداخلية لنختنبو. بدأ عهده من خلال الإشراف على جنازة ثور آبيس في منف. كما أضاف نختنبو زخارف إلى المعابد الشرقية والغربية لأبيس. من بين المنشآت البارزة التي أقيمت في عهد نخت أنبو الثاني معبد خنوم في إلفنتين ومعبد آمون في سختام (سيوة). كما كرس ناوس من الديوريت لأنحور (تم العثور على جزء منه في معابد سمنود). كان نختنبو الثاني مسؤولاً عن زيادة شعبية عبادة بوخيس. صدر تحت حكم نخت أنبو الثاني مرسوم يحظر أنشطة المحاجر فيما يسمى «الجبال الغامضة» في أبيدوس.
كانت الشؤون الخارجية في عهد نخت أنبو الثاني مرتبطة بالمحاولات الأخمينية المتكررة لإعادة احتلال مصر. قبل صعود نختنبو الثاني إلى العرش، حاول الفرس استعادة مصر عدة مرات في 385 و383 و373 قبل الميلاد. استفاد نختنبو من السلام القصير لبناء جيش جديد وتوظيف المرتزقة اليونانيين، وكانت تلك ممارسة شائعة في ذلك الوقت. في عام 358 قبل الميلاد، استطاع نختنبو صد محاولة غزو أخمينية بقيادة الأمير أردشير الثالث. في حوالي 351 قبل الميلاد، شرعت الإمبراطورية الأخمينية في محاولة جديدة لاستعادة مصر. بعد عام من القتال، تمكن نختنبو وحلفاؤه، ديوفانتس الأثيني ولاميوس الاسبرطي، من هزيمة الأخمينيين مجددا. بعد أن حقق نصرًا مدويًا، حاز نختنبو الثاني على لقب «نختنبو الصقر الإلهي»، وتم عمل طوائف باسمه.
في عام 345/44 قبل الميلاد، دعم نخت أنبو التمرد الفينيقي ضد الإمبراطورية الأخمينية، بقيادة ملك صيدا، تينيس، وأرسل مساعدات عسكرية تمثلت في 4000 مرتزق يوناني بقيادة منطور الرودسي. ومع ذلك، بعد أن سمع منطور عن اقتراب قوى أردشير الثالث، تواصل مع الفرس وتخلى عن ولائه لنختنبو.

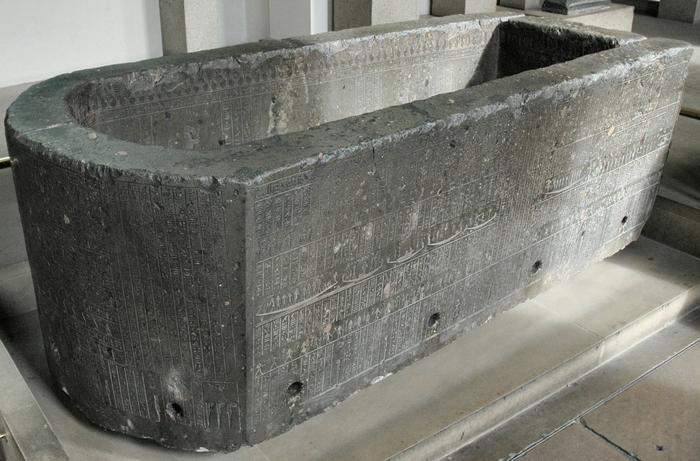
تابوت نختنبو الثاني، والذي لم يستخدمه لأنه فر إلى الجنوب. المتحف البريطاني

في نهاية عام 344 قبل الميلاد، وصل سفراء أردشير الثالث إلى اليونان، مطالبين بمشاركة اليونانيين في حملة ضد مصر. تعاملت أثينا وإسبرطة مع السفراء بلطف، لكنهما امتنعتا عن القبول بتحالف ضد مصر. ومع ذلك، قررت مدن أخرى دعم الفرس: أرسلت طيبة 1000 هوبليت وأرسلت أرغوس 3000.
في شتاء 343 قبل الميلاد، انطلقت جيوش أردشير إلى مصر. تألف الجيش المصري، بقيادة نختنبو، من 60.000 مصري و20.000 ليبو والعديد من المرتزقة اليونانيين. بالإضافة إلى ذلك، كان لدى نختنبو عددًا من القوارب تهدف إلى منع العدو من دخول أفواه النيل. كانت نقاط الضعف على طول حدود البحر الأبيض المتوسط والحدود الشرقية محمية بالمعاقل والتحصينات والمخيمات. على الجانب الآخر، تم تعزيز القوات الفارسية من قبل منطور ورجاله، المطلعين جيدًا على الحدود الشرقية لمصر والدلتا، وكذلك 6000 أيوني.
هزم نختنبو الثاني في نهاية المطاف، وفي صيف 342 قبل الميلاد، دخل أردشير منف وقام بتعيين ساتراب. فر نختنبو إلى صعيد مصر وأخيرًا إلى النوبة، حيث مُنح حق اللجوء، وحافظ على قدر من السلطة هناك لبعض الوقت. بمساعدة خباش، قام نختنبو بمحاولة أخيرة غير ناجحة لاستعادة العرش.

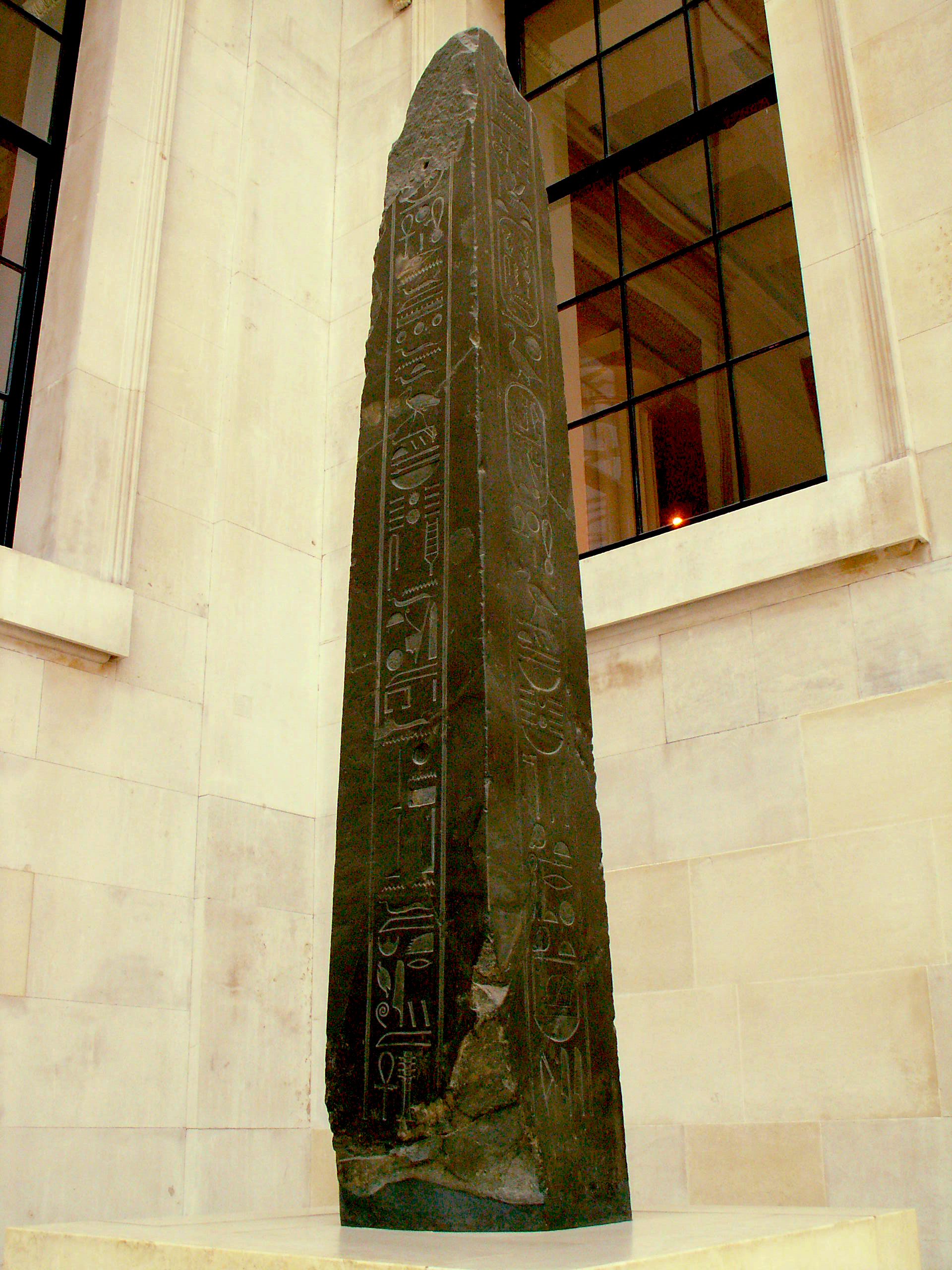
مسلة من الحجر الغريني الأسود للملك نختنبو الثاني. وفقا للنقوش العمودية، وضع هذه المسلة عند مدخل حرم تحوت العظيم، سيد هيرموبوليس. اليوم توجد في المتحف البريطاني، لندن.

## الإرث

### المشاريع البنائية
على الرغم من كونه جاء في فترة سيئة من التاريخ المصري، وربما انعكس على إرثه كونه «الفرعون الأخير» الذي يحكم مصر المستقلة، إلا أن نختنبو كان شديد الاهتمام بالبناء، لدرجة تضعه بالتساوي مع العديد من ملوك المملكة الحديثة. يمكن العثور على إشارات إما إلى نختنبو الثاني أو جده في كل مكان تقريبًا في المراكز الدينية الرئيسية، وكان تدين الملكين يتطابق مع ملوك الماضي الكبار، ويشهد على ذلك العديد من المعالم الأثرية في جميع أنحاء مصر تحمل أسمائهم. قام نختنبو الثاني على وجه التحديد ببناء وتحسين المعابد في جميع أنحاء البلاد وقد تبرع كثيرا للكهنوت في عدد كبير من المواقع التي حسنها. تم العثور على اسم نختنبو في هليوبوليس، أتريب، وتل بسطة في دلتا النيل، من بين أماكن أخرى، لكنه اهتم بالبناء خصيصا في سمنود، بما في ذلك ما يسمى بهبيت الحجارة حاليا. تركت نقوش المعابد في سمنود علامة مميزة على فن المملكة البطلمية اللاحقة. ومع ذلك، قد لا يكون التركيز الديني لحملات بنائه فقط بسبب التقوى المطلقة؛ لأن نختنبو لم يكن الخليفة الشرعي لعرش مصر، فربما يكون قد سعى إلى إضفاء الشرعية على حكمه على مصر دينياً.

### نختنبو والأساطير
هناك حكاية تظهر في قصة الإسكندر غير التاريخية توضح نهاية أخرى لآخر فرعون مصري. بعد فترة وجيزة من تأكيد ألوهية الإسكندر الأكبر من قبل كاهن زيوس آمون في واحة سيوة، بدأت شائعة أن نختنبو الثاني، بعد هزيمته في معركته الأخيرة، لم يسافر إلى النوبة ولكن بدلاً من ذلك إلى بلاط فيليب الثاني المقدوني وادعى أنه ساحر مصري. هناك، بينما كان فيليب في إحدى حملاته، أقنع نختنبو زوجة فيليب أوليمبياس أن آمون سيأتي إليها وأنهم سينجبون ابنًا. ثم ضاجع نختنبو -متنكراً في هيئة أمون- أولمبياس ومن هذا الحدث جاء الإسكندر.
حظيت هذه الأسطورة بجاذبية قوية للمصريين، الذين كانوا يكرهون بشدة الحكم الأجنبي. في الفن الذي صور هذه الأسطورة، عادة ما كان يتم تصوير نختنبو بميزات تشبه التنين، على سبيل المثال في Speculum Historiale.

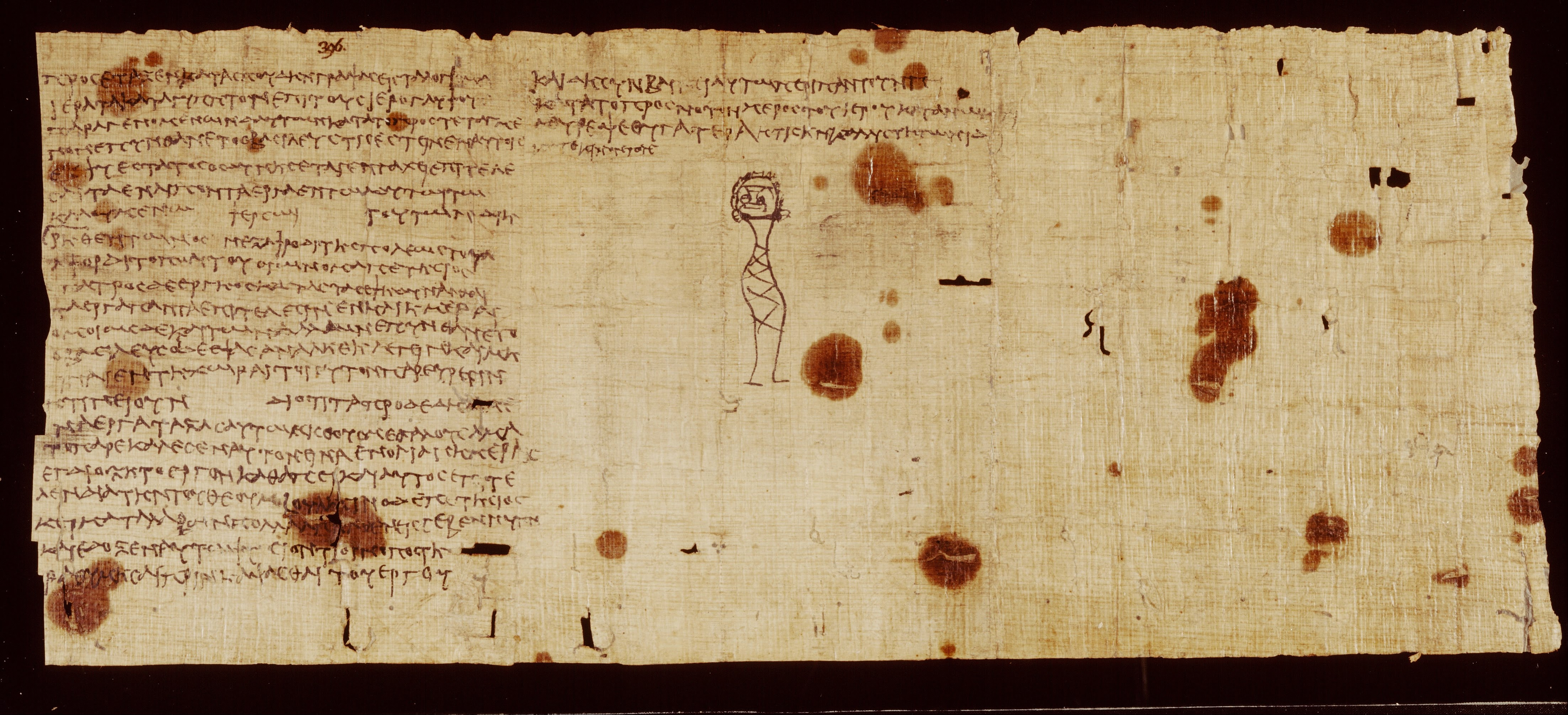
بردية حلم نختنبو، كاليفورنيا. 160-150 ق

في الحكاية البطلمية المبكرة لنختنبو وبيتسيس، المحفوظة فقط في شظية يونانية من سيرابيوم منف، يحلم الفرعون برؤيا لإيزيس ويغضب منه الإله أنحور بسبب معبده غير المكتمل في سمنود. يستدعي نختنبو أفضل نحات في العالم، بيتسيس، لإنهاء المهمة، لكنه يهمل مهمته ويسكر ويطارد فتاة جميلة بدلاً من ذلك. ينتهي السرد فجأة هنا، ولكن ربما يكون هذا مقدمة لسقوط مصر. ينسخ البيروني في كتابه تاريخ الهند القصة.

## مقالات ذات صلة
- الأسرة المصرية الثلاثون
- هاكور
- الإسكندر الأكبر